# Обата, Хидэёси
Хидэё́си Оба́та (яп. 小畑英良, 2 апреля 1890 — 11 августа 1944) — японский полководец, генерал Императорской армии Японии, командовал обороной острова Гуам в 1944 году во время Второй мировой войны.

## Биография
Хидэёси Обата родился в 1890 году в префектуре Осака, он был пятым сыном в семье учёного, знатока китайских наук Обаты Бандзиро (яп. 小畑万治郎).
В мае 1911 года (44 год Мэйдзи) Хидэёси закончил обучение в армейском училище и, получив звание младшего лейтенанта кавалерии, был зачислен в 11-й кавалерийский полк. Одновременно он поступил в военную академию, из которой выпустился в 1919 году (8 году Тайсё) с отличным дипломом. В 1920 году Обата был повышен в звании до капитана, а в следующем году назначен на должность преподавателя военной академии.
В 1923 году (12 году Тайсё) он был отправлен в качестве военного атташе в Великобританию, а в 1927 году (2 году Сёва) — в Индию. Его трудолюбие было оценено — Обата получил звание майора в 1927 году и звание полковника в 1934 году.
В 1935 году (10 год Сёва) Хидэёси Обата стал командиром 14-го кавалерийского полка, однако через два года он перешёл в авиацию. В 1938 году он был повышен в звании до генерал-майора и в июле того же года возглавил армейскую школу авиации в Акэно.
В декабре 1940 года Обата получил звание генерал-лейтенанта. Командуя 5-й авиационной группой, он помогал японским вооружённым силам в освобождении Филиппин от оккупации США, а также длительное время служил в Бирме. В апреле 1942 года, когда 5-я группа была переименована в 5-ю воздушную дивизию, Обата был назначен её командующим. Через год, в связи с назначением на должность командующего 3-й воздушной армией, он был вынужден покинуть бирманский фронт. С декабря 1943 года Обата работал в генштабе армии в Токио.
В феврале 1944 года он был назначен командующим 31-й армии и ответственным за оборону Марианских островов. Сдерживая натиск противника с июня по август 1944 года, Обата погиб при обороне острова Гуам. Токийское руководство посмертно присвоило ему звание генерала армии.